# Ford Country Squire
Ford Country Squire – samochód osobowy amerykańskiej klasy pełnowymiarowej produkowany pod amerykańską marką Ford w latach 1950–1990.

## Pierwsza generacja

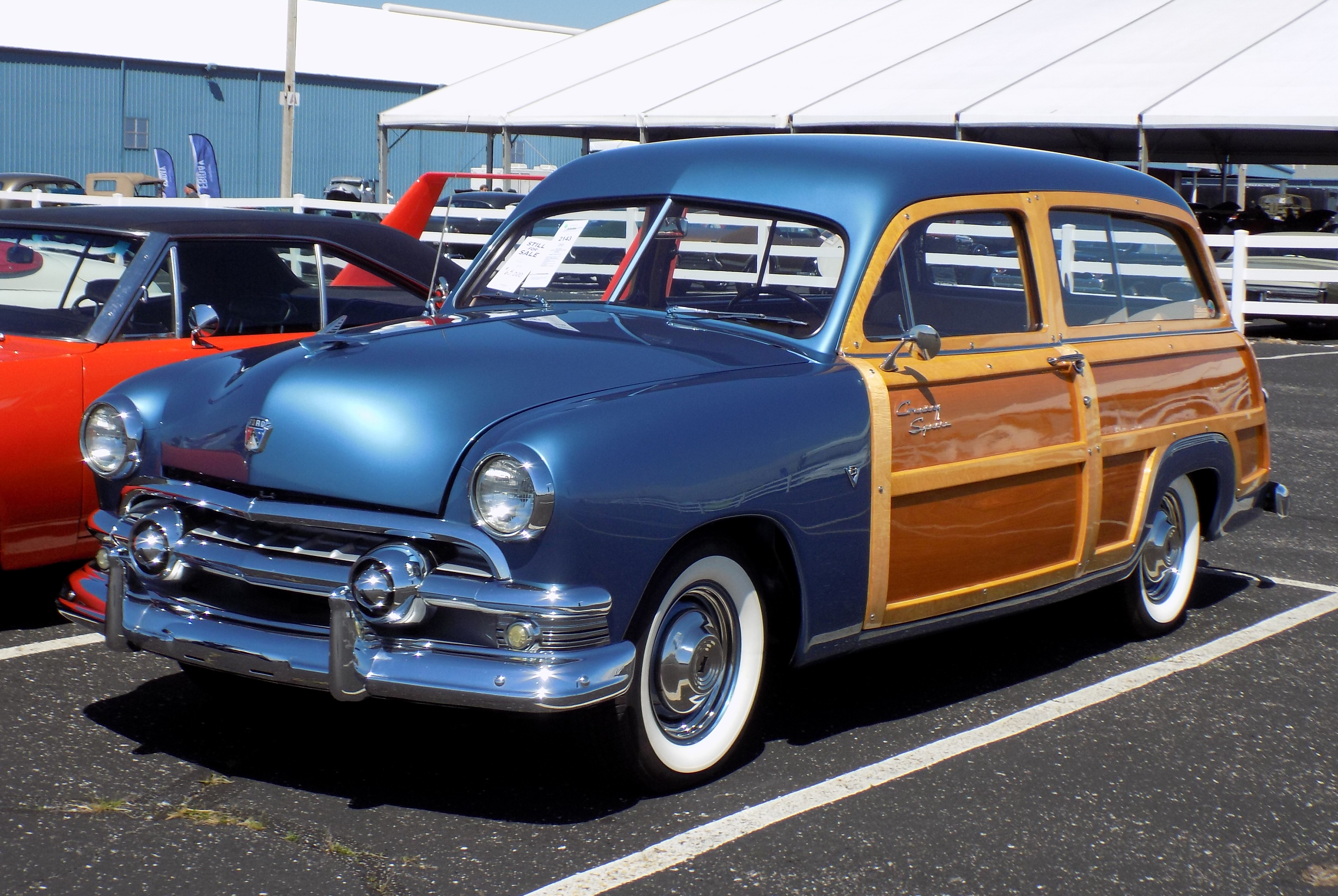
Ford Custom DeLuxe Country Squire z 1951

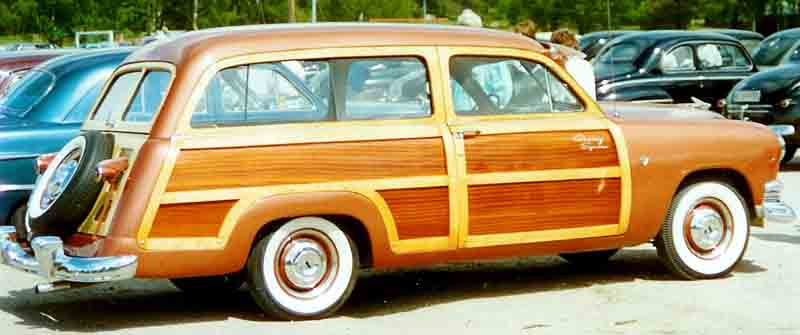
Ford Custom DeLuxe Country Squire z 1951 - tył

W czerwcu 1948 roku amerykański oddział Forda zaprezentował nową gamę modeli na 1949 rok, w skład której wchodziło 3-drzwiowe ośmiomiejscowe kombi, będące odmianą nadwoziową modelu Ford Custom i nienoszące początkowo odrębnej nazwy. Jego cechą charakterystyczną było nadwozie o mieszanej stalowo-drewnianej konstrukcji w klasycznym amerykańskim stylu woody. Na 1950 rok modelowy, po niewielkim liftingu, kombi stało się odmianą modelu Custom DeLuxe, a wiosną tego roku po raz pierwszy otrzymało dodatkową nazwę Country Squire.
Pierwsza generacja modelu utrzymana została w charakterystycznym dla modeli Forda lat 50. XX wieku proporcjach. Przód zdobiły okrągłe reflektory i duża chromowana atrapa chłodnicy z centralnym ozdobnym stożkiem w obręczy, imitującym wlot powietrza. Od konkurencyjnych modeli Fordy z 1949 roku wyróżniały nowoczesne gładkie burty bez wystających na boki błotników. Pierwsza generacja kombi miała stalowy szkielet nadwozia i dach, lecz drzwi i boki w części pasażerskiej były wykonane z ozdobnego drewna (z mahoniowej sklejki z ramami brzozowymi lub klonowymi). Tylna klapa był dwudzielna, z górną częścią stalową i dolną drewnianą, a od kwietnia 1950 również stalową. Samochody były produkowane w Dearborn, a drewniane części były początkowo montowane tylko w zakładzie Forda w Iron Mountain. Samochód miał trzy rzędy siedzeń, przy czym wraz z wprowadzeniem nazwy Country Squire w 1950 roku wprowadzono składany drugi rząd i łatwo wyjmowalny trzeci rząd (pierwotnie dwa ostatnie rzędy musiały być odkręcane w celu zwiększenia przestrzeni ładunkowej). Przestrzeń ładunkowa miała maksymalnie długość 277 cm. Napęd stanowiły silniki dolnozaworowe: R6 o pojemności 3,7 l (226 in³) i mocy 95 KM lub V8 o pojemności 3,9 l (239 in³) i mocy 100 KM, z trzybiegową mechaniczną skrzynią biegów, ewentualnie z nadbiegiem. W wersji kombi używano opon 7,10×15"
Nazwę modelu Custom DeLuxe Country Squire zachowano po kolejnym liftingu na 1951 rok, kiedy samochody otrzymały atrapę chłodnicy z dwoma imitacjami mniejszych wlotów powietrza ze stożkami, rozsuniętymi na boki. Jako opcja doszła wówczas automatyczna skrzynia biegów Ford-O-Matic. 
Powstało 31 412 samochodów kombi 1949 rocznika, następnie 22 929 samochodów 1950 rocznika, w którym pojawiła się nazwa Country Squire, i 29 017 samochodów 1951 rocznika. W tym czasie Country Squire był jedynym samochodem kombi w amerykańskiej gamie marki Forda i zarazem jej najdroższym modelem, kosztując od 2107 dolarów, później 2028 dolarów (1950). Drewniane nadwozia, wymagające konserwacji, wyszły jednak w tym okresie w USA z mody, zastąpione przez praktyczniejsze, a przy tym tańsze nadwozia stalowe i w 1950 roku Chevrolet sprzedał siedem razy więcej stalowego czterodrzwiowego kombi DeLuxe Styleline, a Plymouth półtora raza więcej dwudrzwiowego kombi DeLuxe Suburban.

### Silniki
- L6 3.7l Flathead
- V8 3.9l Flathead

## Druga generacja

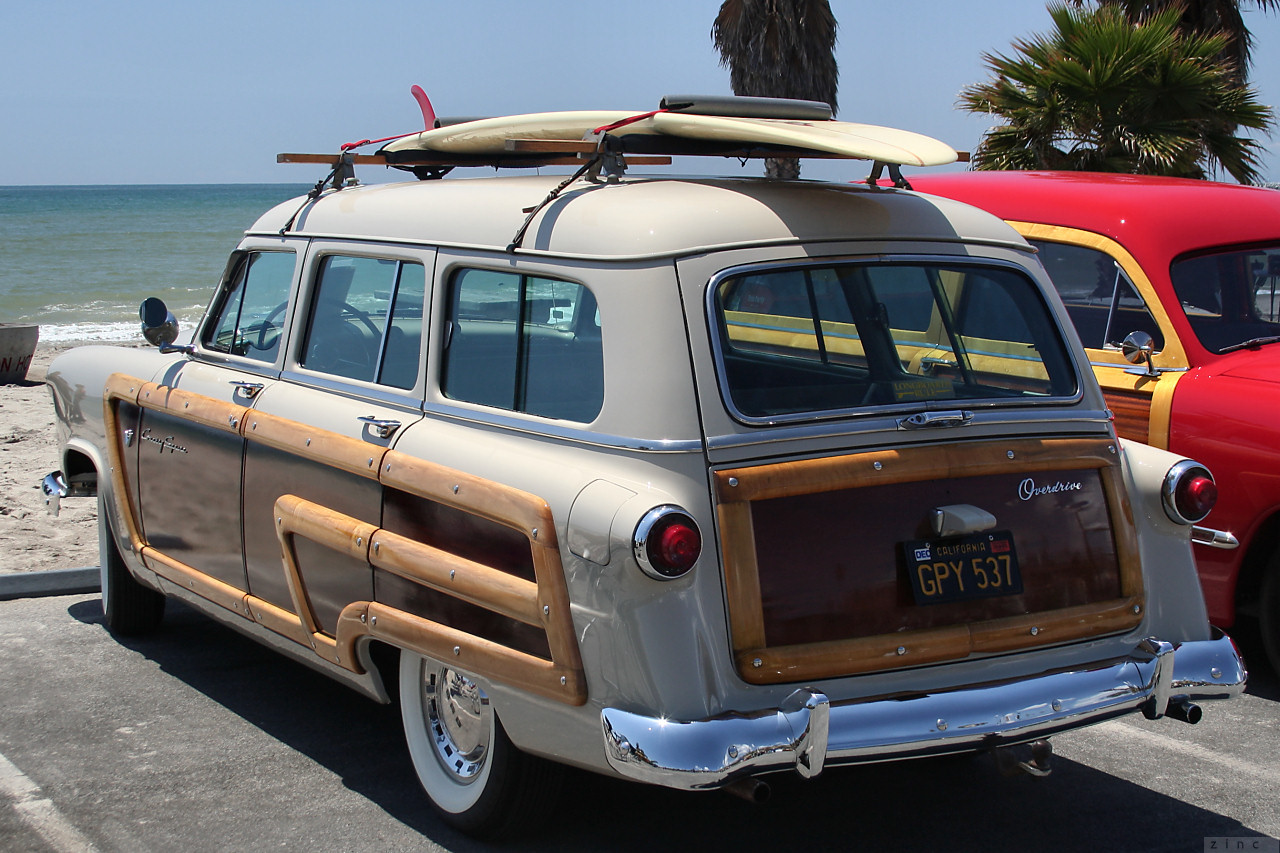
Ford Country Squire II - tył

Ford Country Squire II został zaprezentowany po raz pierwszy w 1952 roku.
1952 rok przyniósł premierę nowej gamy Forda. Dodatkową nazwę Country Squire tym razem otrzymała odmiana kombi nowego modelu Ford Crestline. Druga generacja modelu otrzymała dłuższy rozstaw osi i masywniejsze całkowicie stalowe nadwozie, lecz długość całkowita się zmniejszyła, jak również przestrzeń ładunkowa (do 259 cm). Tym razem samochód oferowany był z dwiema parami drzwi, jako model 5-drzwiowy. Od tego roku zrezygnowano z prawdziwych drewnianych wstawek w nadwoziu, a zamiast tego Country Squire oferowany był z charakterystyczną okleiną nadwozia Di-Noc imitującą mahoniowe drewno, z obramowaniem z laminowanego drewna, która pokrywała błotniki, dolną klapę bagażnika oraz drzwi.
Model Crestline Country Squire przechodził liftingi w 1953 i 1954 roku, zgodnie ze zmianami gamy Forda w tych latach, i nadal był najdroższym modelem marki. W gamie Forda ponadto doszły dwa tańsze modele kombi, bez drewnopodobnego wykończenia (dwudrzwiowy Mainline Ranch Wagon i czterodrzwiowy Customline Country Sedan). 
W pierwszym roku wyprodukowano tylko 5426 Country Squire 1952 rocznika, przy cenie bazowej 2384 dolary, natomiast powstało 44,5 tysiąca pozostałych modeli kombi Forda (ogółem czterokrotnie więcej, niż Chevroleta)

### Silniki
- L6 3.7l Mileage Maker
- V8 3.9l Flathead
- V8 3.9l Y-Block

## Trzecia generacja

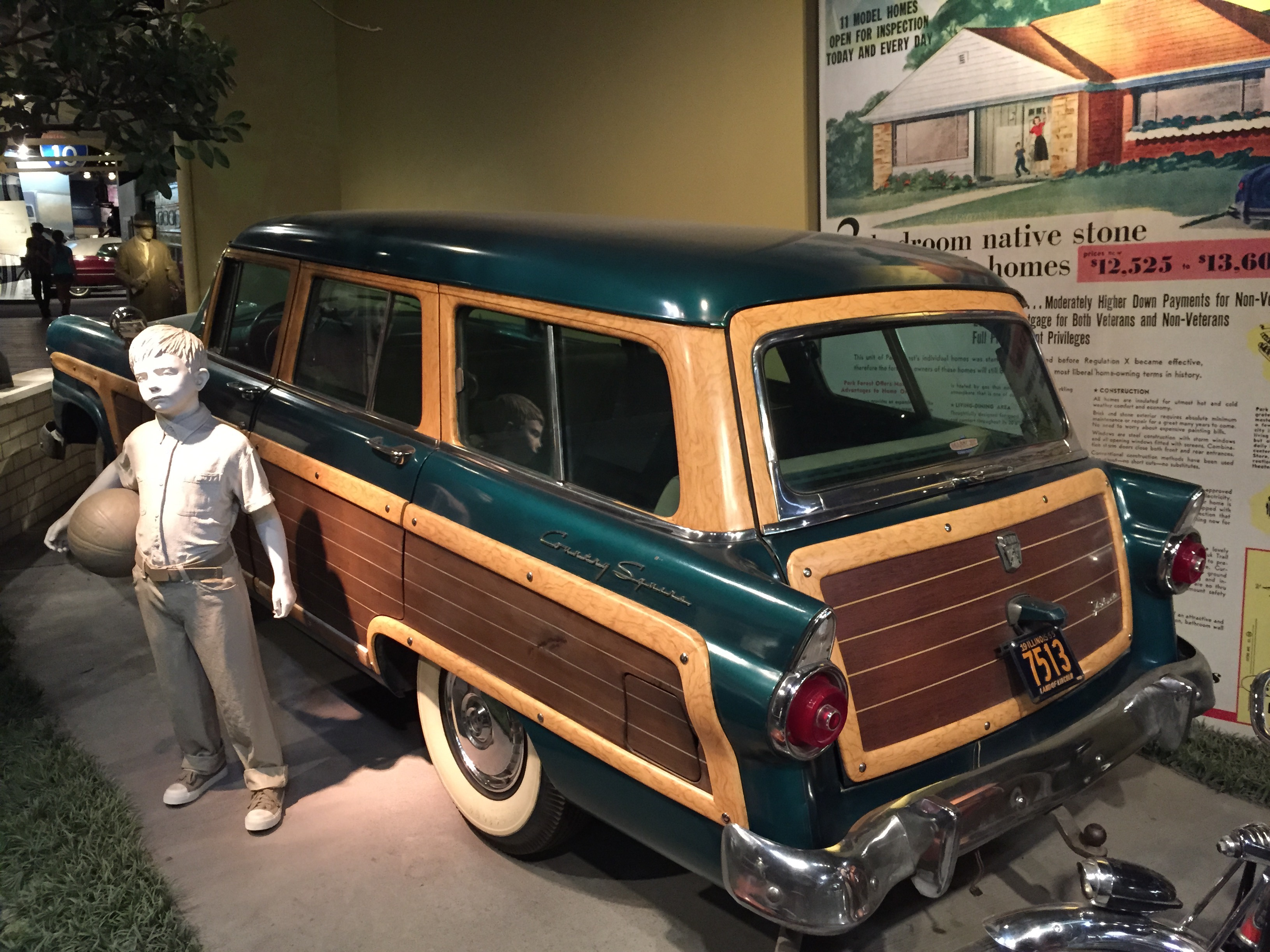
Ford Country Squire III - tył

Ford Country Squire III został zaprezentowany po raz pierwszy w listopadzie 1954 roku, w ramach gamy Forda na 1955 rok. Po raz pierwszy Country Squire stał się samodzielną nazwą modelu kombi, odpowiadającego poziomem wykończenia modelowi Ford Fairlane.
Trzecia generacja Forda Country Squire zachowała ewolucyjny kierunek zmian taki, jak w przypadku poprzednika. Tym razem samochód oparto konstrukcyjnie o sedan Fairlane, przez co z przodu pojawiła się większa chromowana atrapa chłodnicy i masywniejsze błotniki. Country Squire był trzecim z kolei modelem tej serii modelowej, którego zdobiły charakterystyczne okleiny imitujące drewno. Tym razem pokrywała ona nie tylko błotniki, drzwi i klapę bagażnika, ale i słupki i krawędzie dachu.
Ford Country Squire przeszedł lifting w 1956 roku. Pozostawał nadal najdroższym modelem osobowym marki, a droższy był jedynie sportowy Ford Thunderbird.

### Silniki
- L6 3.7l Mileage Maker
- V8 4.5l Y-Block
- V8 4.8l Thunderbird
- V8 5.1l Thunderbird

## Czwarta generacja

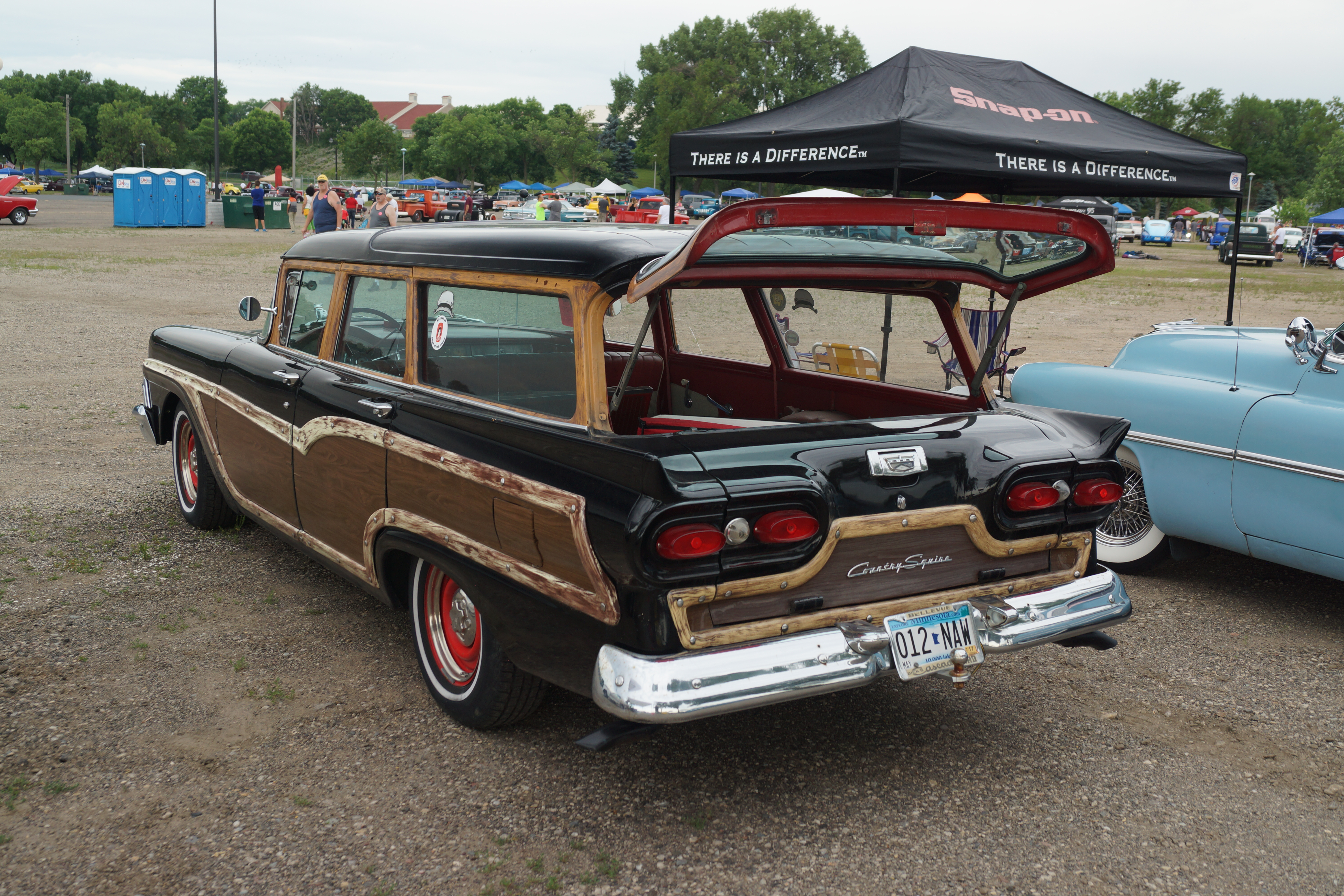
Ford Country Squire IV - tył

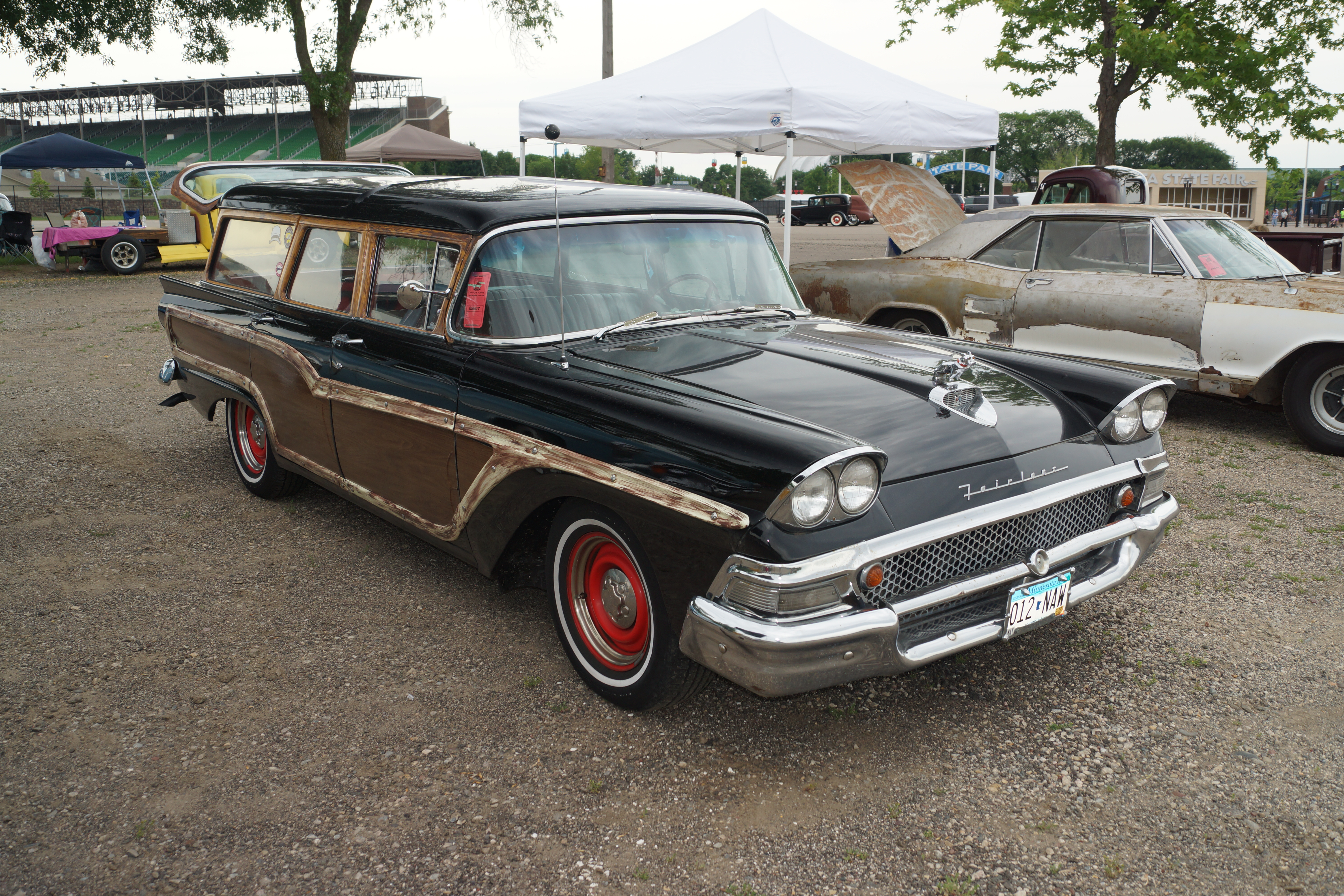
Ford Country Squire IV po liftingu

Ford Country Squire IV został zaprezentowany po raz pierwszy w 1957 roku.
Ford Country Squire czwartej generacji przeszedł obszerną metamorfozę pod kątem stylistycznym, odróżniając się wyraźnie pod kątem wizualnym względem poprzedników. Samochód stał się wyraźnie większy, zyskując awangardową, bogato zdobioną sylwetkę z licznymi wielokątnymi przetłoczeniami i akcentami, na czele z chromem. Przód zdobiły wyraźnie zarysowane reflektory i duża chromowana atrapa chłodnicy, a nadwozie było opcjonalnie dostępne w dwubarwnym malowaniu.

### Lifting
W 1958 roku Ford przedstawił Country Squire po modernizacji. Zmienił się wygląd pasa przedniego, z mniej awangardowymi kształtami. Zmienił się także wygląd tyłu, na czele z kształtem lamp.

### Silniki
- L6 3.7l Mileage Maker
- V8 4.8l Thunderbird
- V8 5.1l Thunderbird
- V8 5.4l Thunderbird
- V8 5.4l FE
- V8 5.4l FE

## Piąta generacja

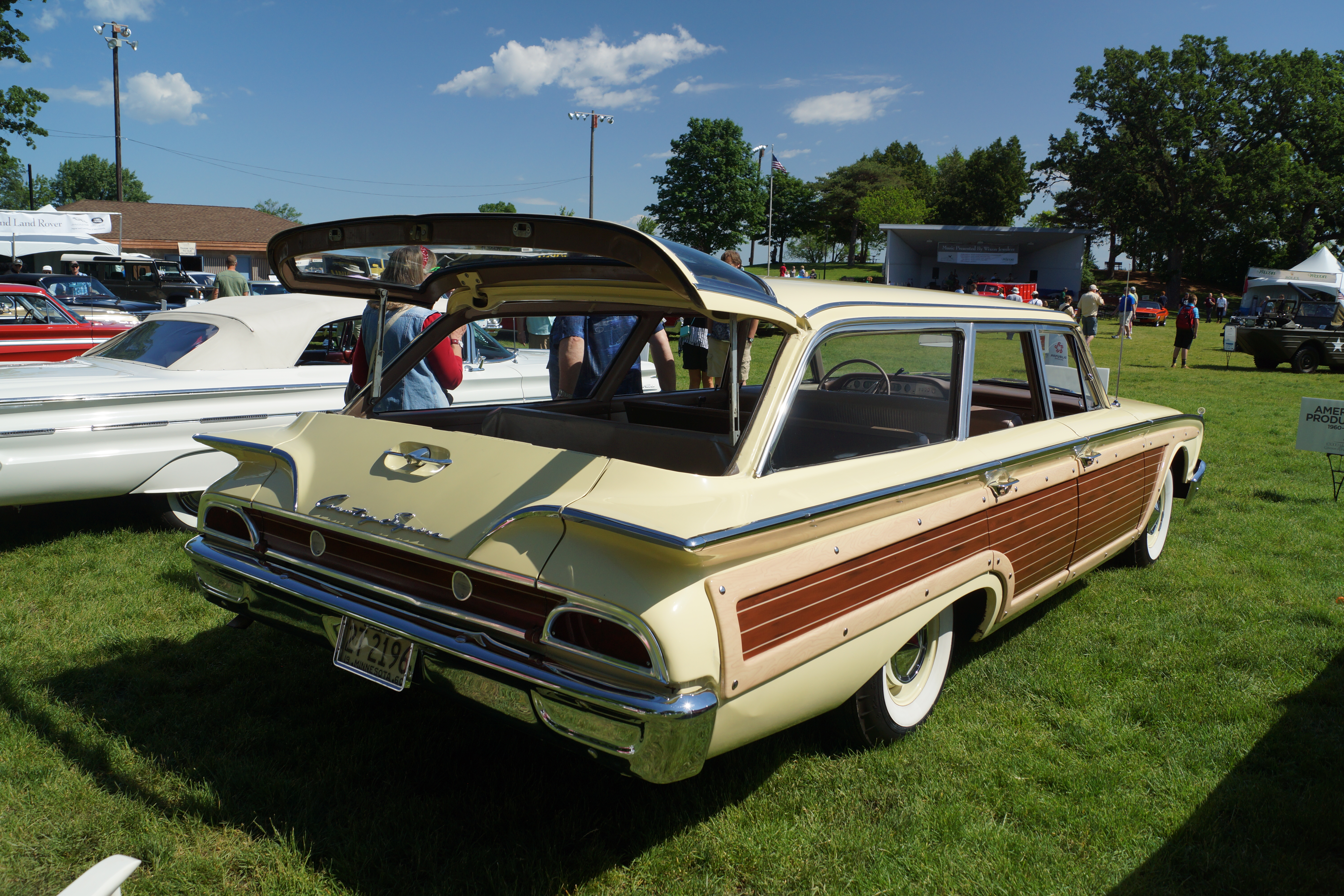
Ford Country Squire V - tył

Ford Country Squire V został zaprezentowany po raz pierwszy w 1959 roku.
Piąta generacja Country Squire przyniosła obszerne zmiany pod kątem kształtów nadwozia. Jako że tym razem pełnowymiarowe kombi Forda zostało oparte na sztandarowej limuzynie Galaxie, charakteryzując się smugłą sylwetką z zaokrąglonymi przednimi błotnikami i charakterystycznymi, skrzydlatymi tylnymi nadkolami.
Samochód ponownie zdobiła okleina imitująca drewno, zajmująca jednak mniejszą powierzchnię nadwozia. Pas przedni dominowała duża, chromowana atrapa chłodnicy i podwójne, okrągłe reflektory.

### Silniki
- L6 3.7l Mileage Maker
- V8 4.3l Y-Block
- V8 4.7l Windsor
- V8 4.8l Windsor
- V8 5.8l FE
- V8 6.4l FE

## Szósta generacja

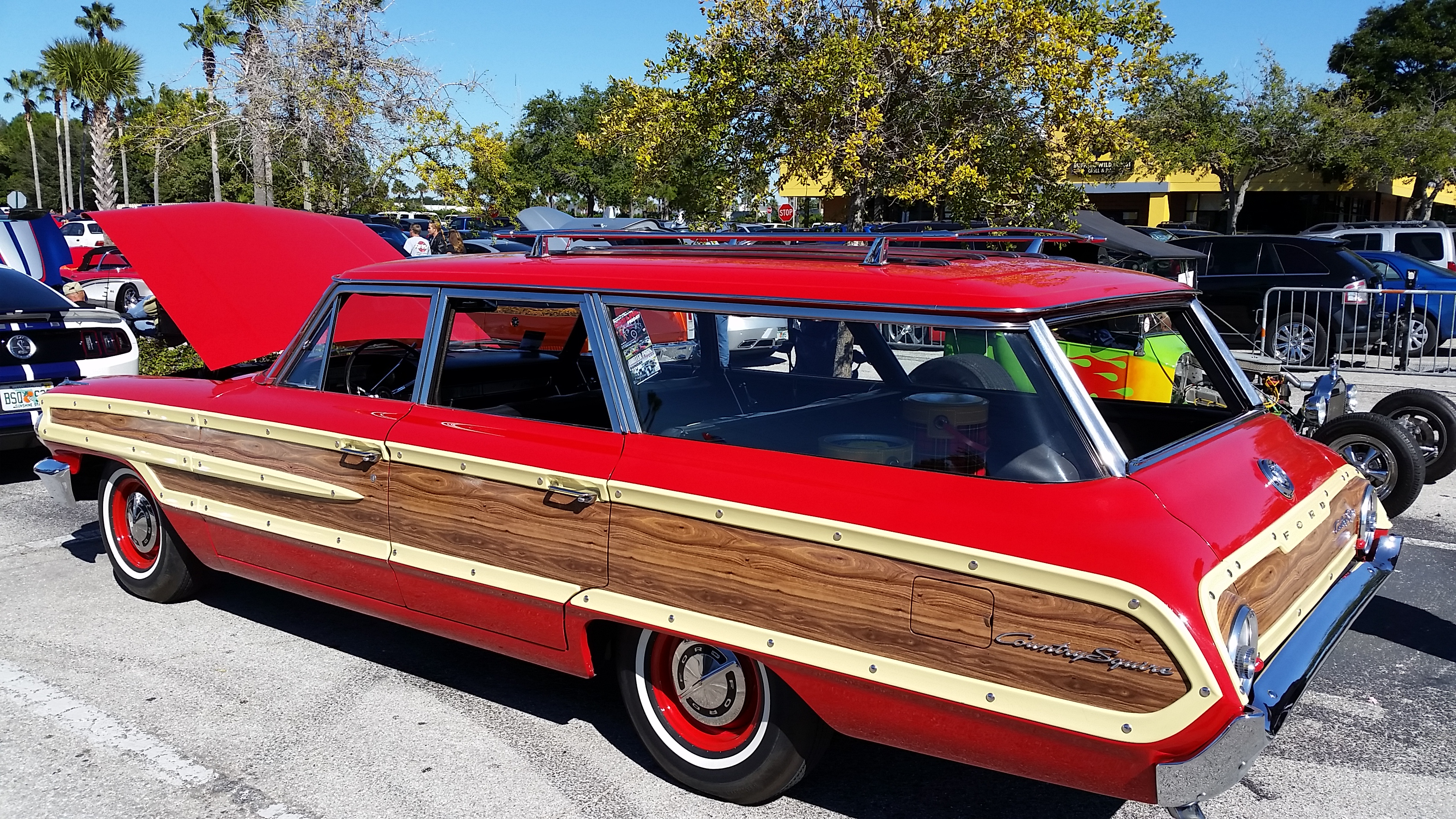
Ford Country Squire VI - tył

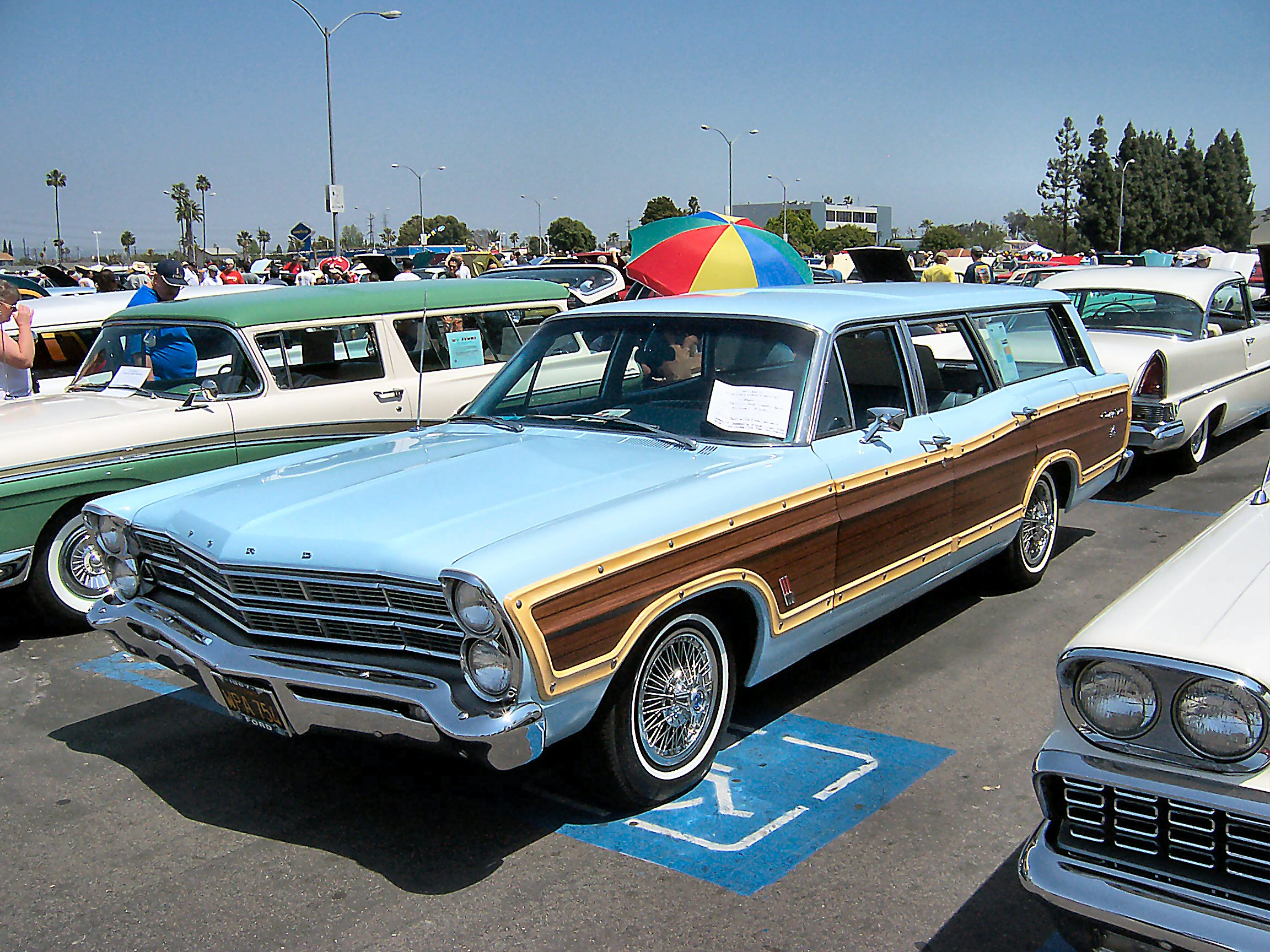
Ford Country Squire VI po liftingu

Ford Country Squire VI został zaprezentowany po raz pierwszy w 1965 roku.
Szósta generacja Forda Country Squire została oparta na nowej generacji dużych modeli Galaxie oraz LTD. Podobnie jak one, samochód otrzymał chromowany pas przedni z dużymi, podwójnymi reflektorami, a także zaokrąglone tylne nadkola z wyraźnie zaakcentowanym przetłoczeniem. Ponadto, podstawowym urozmaiceniem stylistyznym była okleina imitująca drewno, a bagażnik był przeszklony dużą powierzchnią szyb.

### Lifting
W 1966 roku Ford Country Squire II przeszedł obszerną modernizację. Podobnie do pokrewnych konstrukcji, samochód zyskał zupenie nowy pas przedni z dużą, chromowaną atrapą chłodnicy z dużą poprzeczką w połowie. Ponadto, pojawiły się też dwie pary podwójnych, pionowo umieszczonych reflektorów.

### Silniki
- L6 3.9l Big Six
- V8 4.7l Windsor
- V8 4.9l Windsor
- V8 5.8l FE
- V8 6.4l FE
- V8 7.0l FE

## Siódma generacja

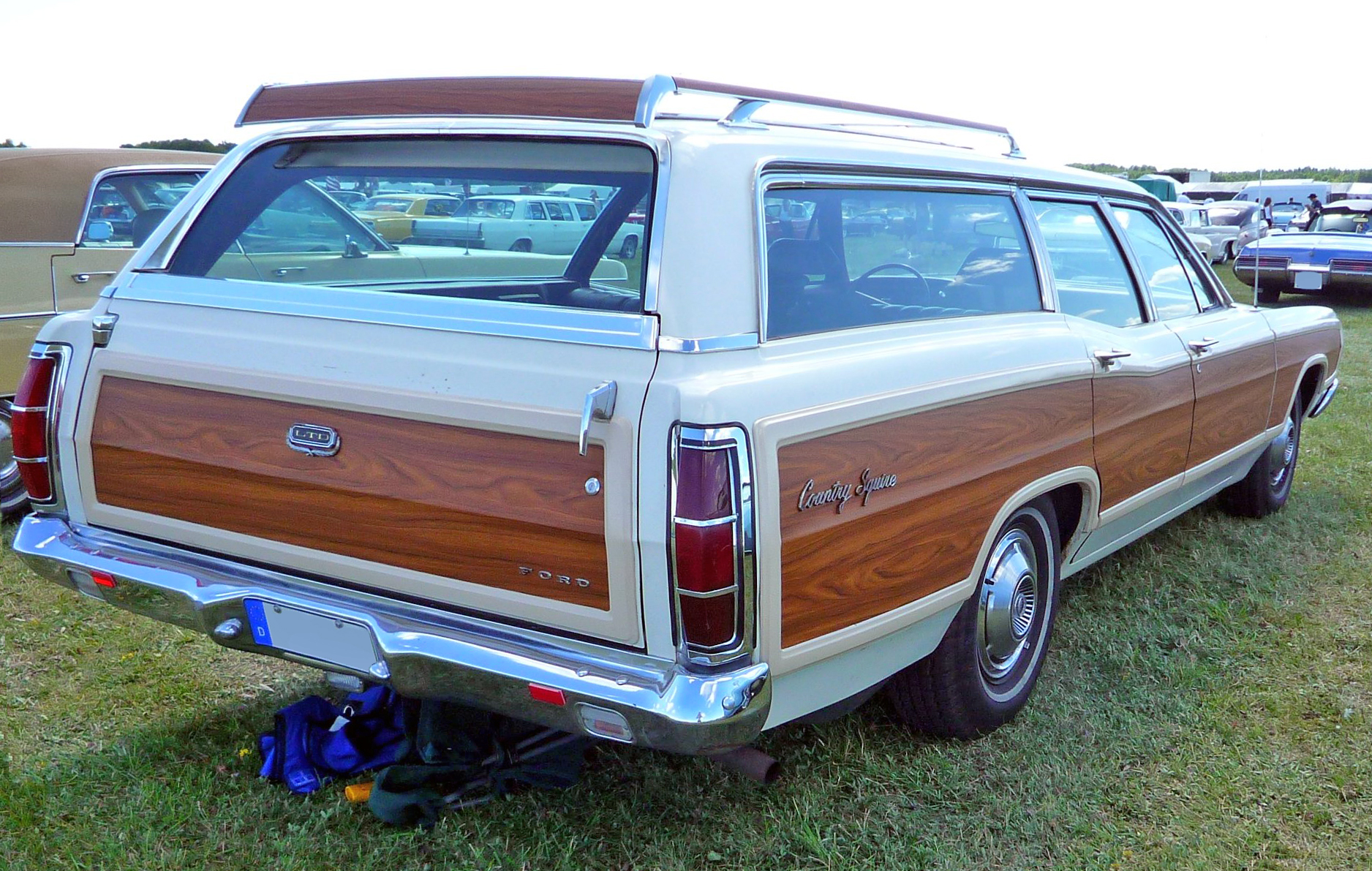
Ford Country Squire VII - tył

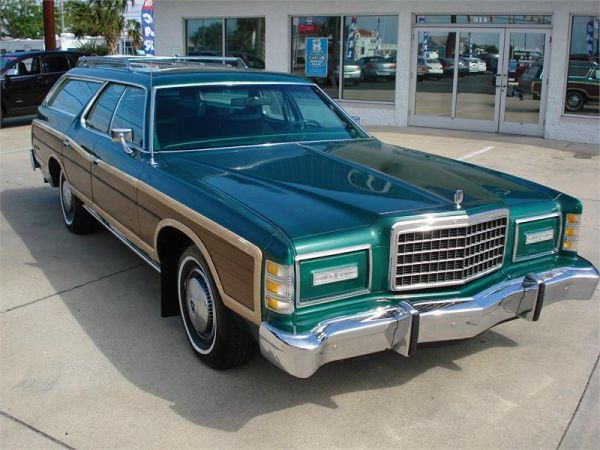
Ford Country Squire VII po liftingu

Ford Country Squire VII został zaprezentowany po raz pierwszy w 1969 roku.
Siódma generacja Forda Country Squire była kolejnym wcieleniem pełnowymiarowego kombi opartym o modele Galaxie oraz LTD, zyskując bardziej masywny pas przedni z dwiema parami okrągłych reflektorów. Pas przedni zdobyła duża, wyraźnie zaznaczona atrapa chłodnicy, z kolei tył charakteryzował się szeroką klapą bagażnika z uchylaną szybą. Pseudodrewniana okleina ponownie zdobiła pas przedni.

### Lifting
W 1973 roku Ford gruntownie zmodernizował model Contry Squire, w ramach której pojawił się nowy przedni pas. Charakterystycznym elementem stały się prostokątne, składane refletory.

### Silniki
- V8 4.9l Winsdor
- V8 5.8l Winsdor
- V8 5.8l Cleveland
- V8 6.4l FE
- V8 6.6l 385
- V8 7.0l Cleveland

## Ósma generacja

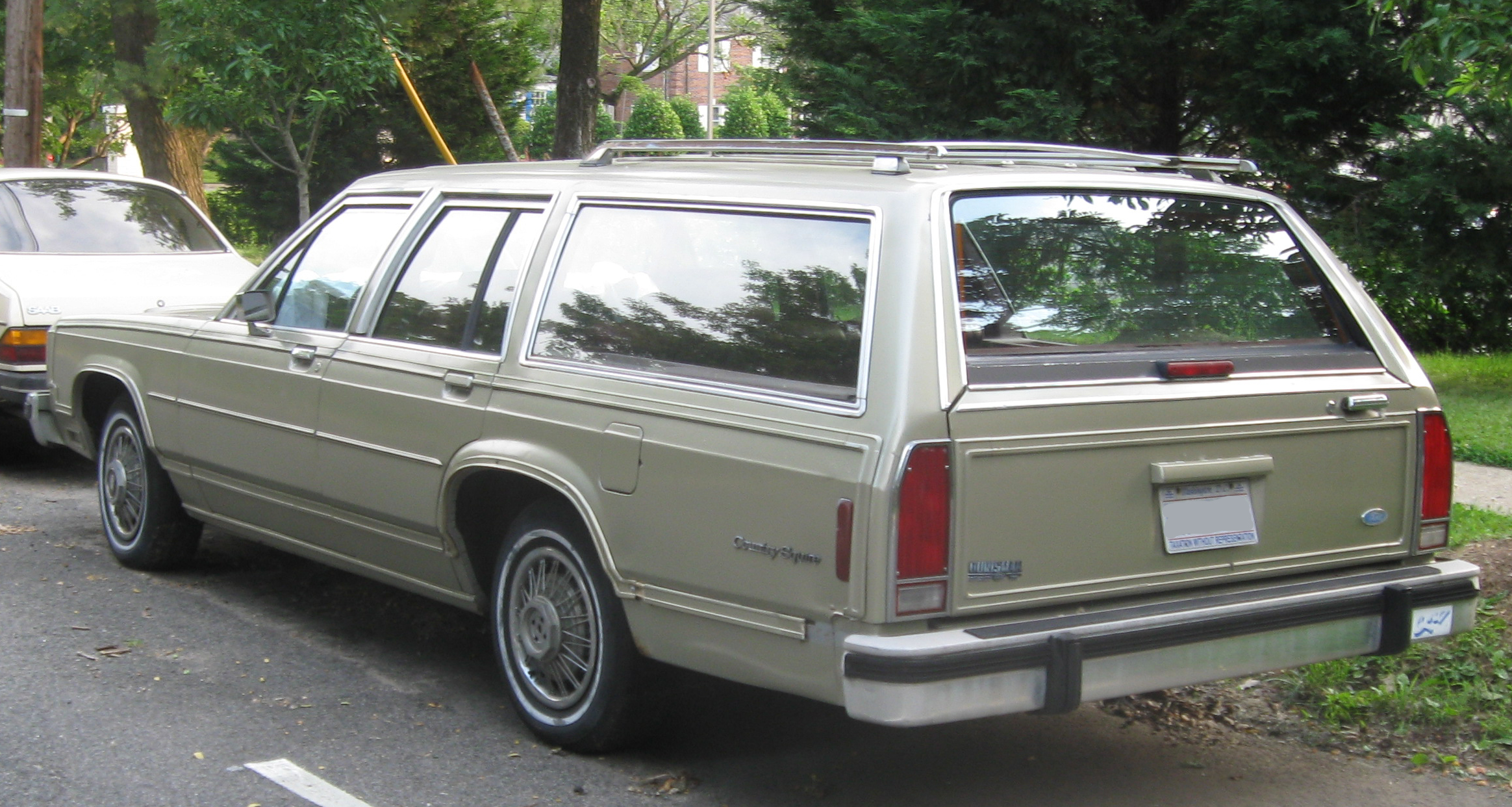
Ford Country Squire VIII - tył

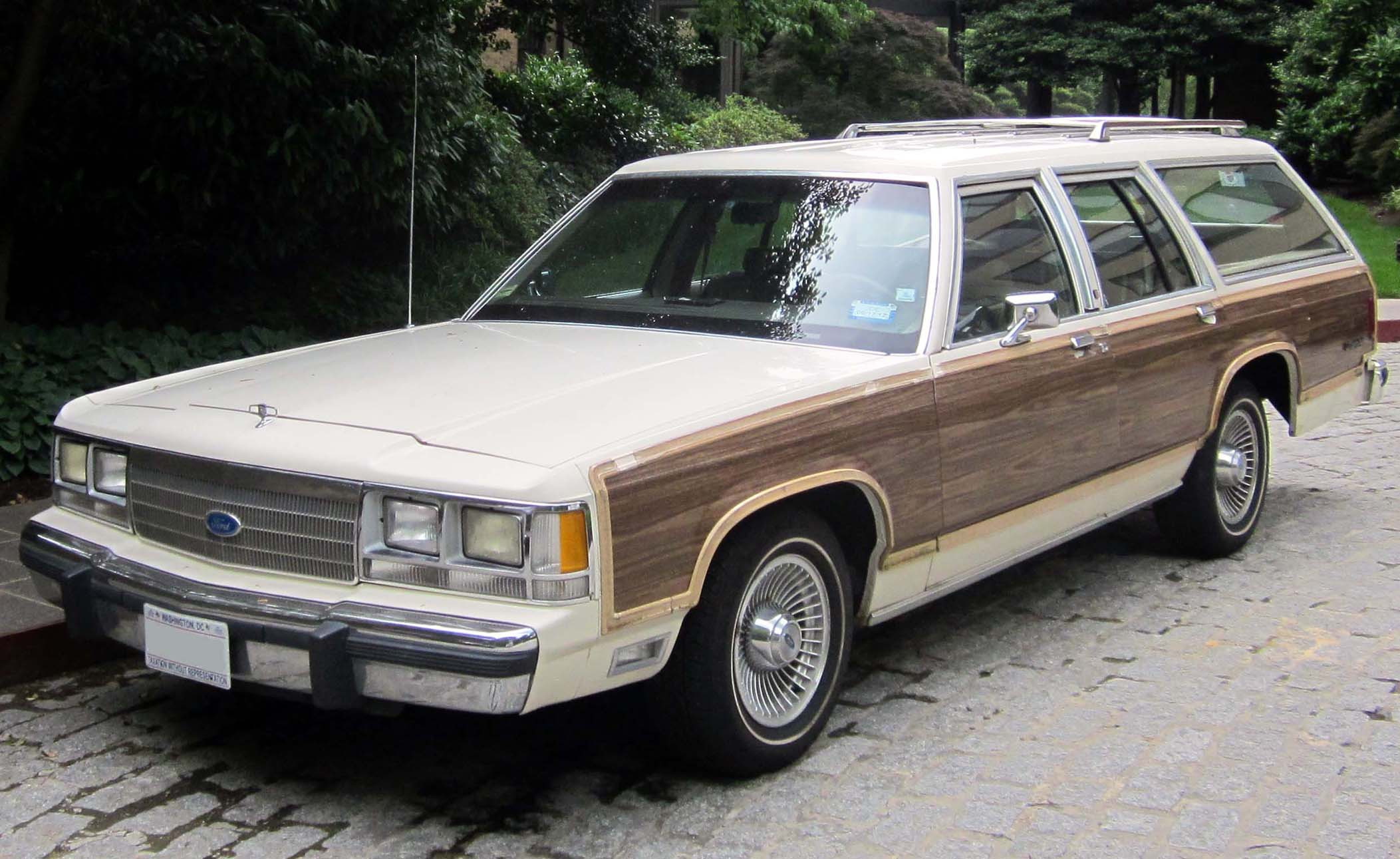
Ford Country Squire VIII po liftingu

Ford Country Squire VIII został zaprezentowany po raz pierwszy w 1979 roku.
Ósma i zarazem ostatnia odsłona Forda Country Squire została opracowana tym razem na bazie pełnowymiarowego modelu LTD Crown Victoria. Wiązało się to ze zwrotem ku bardziej kanciastej stylistyce, z charakterystyczną, masywną atrapą chłodnicy w motywie kraty, a także prostokątnymi reflektorami z wąskimi paskami kierunkowskazów. Samochód ponownie zdobiła duża drewopodobna okelina zdobiąca pas przedni.

### Lifting
Wraz z gruntowną modernizacją modelu LTD Crown Victoria, w 1988 roku Ford przedstawił model Country Squire po gruntownej modernizacji. W jej ramach zmienił się wygląd pasa przedniego, na czele z kształtem zderzaków i atrapy chłodnicy. Zmienił się także układ reflektorów.

### Koniec produkcji i następca
W grudniu 1990 roku Ford podjął decyzję o zakończeniu trwającej 11 lat produkcji ósmej generacji kombi Country Squire, kończąc zarazem 40-letnią historię tej lniii modelowej. W związku z malejącym popytem na pełnowymiarowe kombi, Ford skupił się na produkcji zyskujących ich kosztem van-ów - modelu Aerostar.

### Silniki
- V8 4.9l Windsor
- V8 5.8l Windsor